# Новосёлки (Москва)
Новосёлки — бывшая деревня, сейчас микрорайон, в составе Молжаниновского района города Москвы.
На топографической карте 1860 года (так называемой карте Шуберта) Московского уезда Московской губернии деревня находившаяся примерно на этом месте именовалась Новая. А Новосёлки находились в другом месте Черкизовской волости Московского уезда.

## История
Первое упоминание деревни — в писцовой книге 1584—1586 годов. Название связано с фактом основания нового поселения. Через деревню проходила просёлочная дорога на деревни Исакова, Перепечина и далее. Известно, что к началу 1850-х годов в деревне проживало 209 крестьян. В 1858 году отмечалось уменьшение численности населения до 170 человек, что могло быть связано с переселением части жителей к Санкт-Петербургскому шоссе, во владельческие деревни Дмитровку, Новую (позже ставшей Новая Дмитровка (Новодмитровкой)) и другие. 
К началу XX века в деревне насчитывалось 192 жителя, в 1927 году — столько же.
При строительстве военного аэродрома стратегической авиации ВС Союза ССР, а позднее аэропорта «Шереметьево», в 1959 году, в окрестности деревень Новой и Дмитровки стали перевозить жителей ликвидируемых деревень Краснополянского района Подмосковья, в том числе и деревни Новосёлки (которая прекратила существование, на старом месте, см. карту Московского уезда, 1849 года). 
В Новосёлках существовало коллективное хозяйство (колхоз) «Путь коммунизма».
В 1984 году деревня с населением 209 жителей вошла в состав Ленинградского района Москвы. В 1986 году проезды деревни, не имевшие ранее названий (кроме получившего название годом ранее Новосельского проезда, ныне 1-й улицы Новосёлки), получили наименования с 1-й по 4-ю улицы Новосёлки. 
Существовал план по большому строительству в микрорайоне, под размещение муниципальных и намеченных на продажу типовых и индивидуальных разноэтажных жилых домов общей площадью 1 500 000 — 1 800 000 квадратных метров (в том числе первая очередь строительства — 800 000 кв. м., из них 1997 — 1998 годах — 400 000 кв. м.) и объектов социальной инфраструктуры города, но ему не суждено было воплотиться в жизнь.
К началу XXI века в бывшей деревне постоянно проживало 133 человека в 48 жилых домах (всего насчитывалось 56 домов).
Согласно постановлению правительства Москвы № 150-ПП, от 7 марта 2006 года, Новосёлки с населением 198 человек были намечены к отселению. Существовали планы сноса Новосёлок вместе с бывшими соседними деревнями до конца 2010 года для жилой застройки. Однако в 2009 году предполагаемый застройщик, компания «Интеко», как сообщается, отказался от строительства, и вероятен повторный конкурс на застройку территории в 2010 году.
Сейчас Новосёлки полностью срослись с частями соседних бывшими деревень Молжаниновкой и Новодмитровкой (Новая Дмитровка), находившимися по правую сторону Ленинградки.
На территории микрорайона расположены улицы:
- Гатчинская улица
- 1-я улица Новосёлки;
- 2-я улица Новосёлки;
- 3-я улица Новосёлки;
- 4-я улица Новосёлки;
- Охтинская улица;
- Охтинский проезд.

В соответствии с планами Правительства Москвы в данном микрорайоне предусмотрено новое строительство жилых домов и объектов инфраструктуры и обустройство улиц.